# 나루토촌
나루토촌(鳴門村)은 야마구치현 구가군에 설치되었던 촌이다. 현재의 야나이시에 해당한다.

## 역사
- 1889년 4월 1일 - 정촌제 시행에 의해 구가군 나루토촌이 성립하였다.
- 1955년 4월 1일 고지로촌의 일부와 합병해 오바타케촌이 성립, 동일 나루토촌은 폐지되었다.

## 교통

### 도로
- 국도 제188호선

## 참고문헌
- 角川日本地名大辞典 35 山口県